# Rime (видео игра)
Риме (Стилизовано као RiME) је авантуристичка puzzle видео игра истраживачке тематике. Дечак Eну решава загонетке и истражује острво на ком се порбудио. Игра је направљена је од стране девелоперске компаније Tequila Works. На платформама Microsoft Windows, Nintendo Switch, Xbox One и PlayStation 4 изашла је званично 2017. године.
Прво је била власништво компаније Microsoft која је се касније одрекла због не испуњених стандарда, затим компаније Sony која је најавила игрицу још 2013. на Гејмскому. Tequila Works је 2016. поново вратио права на игрицу, након чега је званично објављена.

## Играње
Риме је офлајн видео игра за једног играча. Игра се у 3. лицу. Играч нaпредује тако што решава загонетке које доводе до нових делова мапе. Могуће је сакупљање медаља и драгуља на посебним локацијама. 
Постоји укупно 5 различитих нивоа игре. Сви нивои се налазе у великом торњу и откључавају се тако што се заврши претходни. Кроз торањ се може слободно кретати. Прва 4 нивоа су игрива и садрже разнолике загонетке. Оне се решавају на различите начине, померањем покретних делова, гледања из различитих углова, користећи кључеве итд. Пети ниво је Енуово сећање и очев опроштај од њега. 

## Радња
Ену, мистериозни дечак, буди се на напуштеном острву пуном тајни и мистериозних грађевина. На средини острва се налази велики бели торањ који му је привукао пажњу и до ког жели да стигне. У том подухвату му помаже дух лисица која постаје његов водич. Заједно са њом путује по острву у потрази за алаткaма и кључевима који би му могли помоћи. Код торња га чека високи човек у црвеном капуту који му показује да га прати. Тај човек је заправо представљао његовог оца, али му се Ену никада није довољно приближио да га препозна. Ену се пење у торањ. Спратови у торњу представљају пет фаза туге кроз које пролази Енуов отац. На другом спрату се налази пустиња. Решава загонетке и одлази назад у торањ. Пење се на трећи спрат који га води у џунглу. Торањ се сваки пут налази на истом месту, али се све око њега мења. Ену открива цивилизацију магичних робота који су све то изградили. Помаже им да њихова врста опстане. Ену наставља авантуру и кроз торањ долази до четвртог, кишног спрата. Пре него што је стигао видео је свог оца у црвеном капуту како пада са брода. У кишном спрату, који представља депресију, постаје дух. Приморан је да пусти лисицу, која нестаје пред њим.
Када је ушао у последњи спрат, поново се присетио дана када је завршио на пустом острву. Ену је био на броду са оцем када је почела велика олуја. Олуја је одбацила Енуа са брода. Тада схватамо да је цела прича у глави његовог оца који замишља пут кроз који Ену пролази и да га зато још увек нема. Његов отац и даље гаји наду да ће се његов син вратити. Он одлази у собу свог сина где види његову илузију. Грли га док овај полако нестаје у његовом наручју. Потиштен узима комад тканине који се исцепао са синовљевог одела на броду. Коначно пушта тканину коју односи ветар, чиме се коначно опрашта од сина, схватајући да се неће вратити. 

## Награде
Риме има веома позитивне оцене, судећи по агрегатору оцена Metacritic. 
GameSpot је оценио игрицу са 6 од 10 говорећи да изгледа невероватно, али је та лепота препречена плитким загонеткама и нејасном причом, тако да проведете више времена тражећи куда да идете него што се фокусирате на саме загонетеке. 
Marty Sliva из IGN је описаo игрицу као лепу али плитку, и рекao "На површини, Риме је прелепа игрица, мелахолична авантура изгубљеног путника у сличном стилу као и Ico, Journey, or The Witness. Али испод тог слоја лепих призора и дивне музике крије се јако мало идеја. Већина њених загонетки су плитке и досадне верзије ствари које смо већ видели." Марти јој је доделио 6.5 од 10.
Eurogamer је оценио игрицу 19. од њихових топ 50 игрица 2017. Игрица је номинована за најбољу puzzle игрицу на IGN-овом Best of 2017 Awards.

### Признања
| Година | Награда                         | Категорија                                            | Резултат  | Реф |
| 2017   | Golden Joystick Awards          | Best Audio                                            | Nominated |     |
| 2017   | Titanium Awards                 | Game of the Year                                      | Nominated |     |
| 2017   | Titanium Awards                 | Best Indie Game                                       | Nominated |     |
| 2017   | Titanium Awards                 | Best Spanish Game                                     | Won       |     |
| 2017   | Titanium Awards                 | Best Soundtrack                                       | Won       |     |
| 2018   | D.I.C.E. Awards                 | Outstanding Achievement in Original Music Composition | Nominated |     |
| 2018   | NAVGTR Awards                   | Original Dramatic Score, New IP                       | Nominated |     |
| 2018   | Game Audio Network Guild Awards | Music of the Year                                     | Nominated |     |
| 2018   | Game Audio Network Guild Awards | Best Original Soundtrack Album                        | Nominated |     |

## Спољашњни линкови
Званични сајт. Архивирано на веб-сајту  (22. јануар 2022)